# 경주 서악동 귀부
경주 서악동 귀부(慶州 西岳洞 龜趺)는 대한민국 경상북도 경주시에 있는 신라의 귀부(비석의 받침돌)이다. 1963년 1월 21일 대한민국의 보물 제70호로 지정되었다.

## 개요
서악리 태종무열왕릉의 남쪽 길 건너편에 남아있는 것으로,『삼국사기』의 기록이나 서악서원의 영귀루 북쪽 받침에서 찾아낸 비석조각에 새겨진 글로 미루어, 김인문(629∼694)의 공적을 새겨놓았던 비의 받침돌인 것으로 짐작된다.
네 발로 힘있게 디디고 있는 받침돌의 거북은 목을 앞으로 길게 빼고 있다.앞뒷발의 발가락이 모두 5개인 것이 다를 뿐 기교면에서 태종무열왕비의 귀부와 쌍벽을 이루고 있으며, 목에 새겨진 다섯가닥의 목주름은 사실적이면서도 자연스럽다. 거북의 등에 새긴 큼직한 육각무늬 역시 조각솜씨가 뛰어나며, 등 주위에 새긴 구름무늬와 그 바깥쪽에 구슬을 꿰놓은 듯한 무늬를 돌린 것은 독특한 모습이다. 등중앙에는 비를 꽂아 두었던 네모난 홈이 마련되어 있다. 
일반적으로 거북받침돌의 양식적인 변천을 볼 때, 9세기부터는 거북의 머리가 용의 머리로 바뀌게 되는데, 서악리 귀부는 거북머리의 원형을 잘 지니고 있어, 한국 석비 받침돌의 최초 양식을 보여주고 있다. 만들어진 연대는 삼국통일 후인 7세기 중반으로 추정하고 있다.

## 참고 자료
- 경주 서악동 귀부 - 국가유산청 국가유산포털